# Ringelsdorf-Niederabsdorf
Ringelsdorf-Niederabsdorf osztrák mezőváros Alsó-Ausztria Gänserndorfi járásában. 2020 januárjában 1231 lakosa volt. 

## Elhelyezkedése

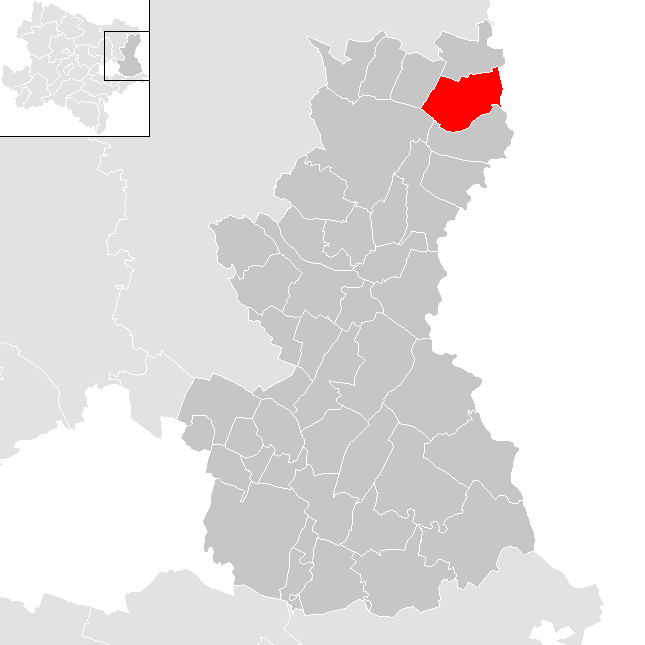
Ringelsdorf-Niederabsdorf a Gänserndorfi járásban

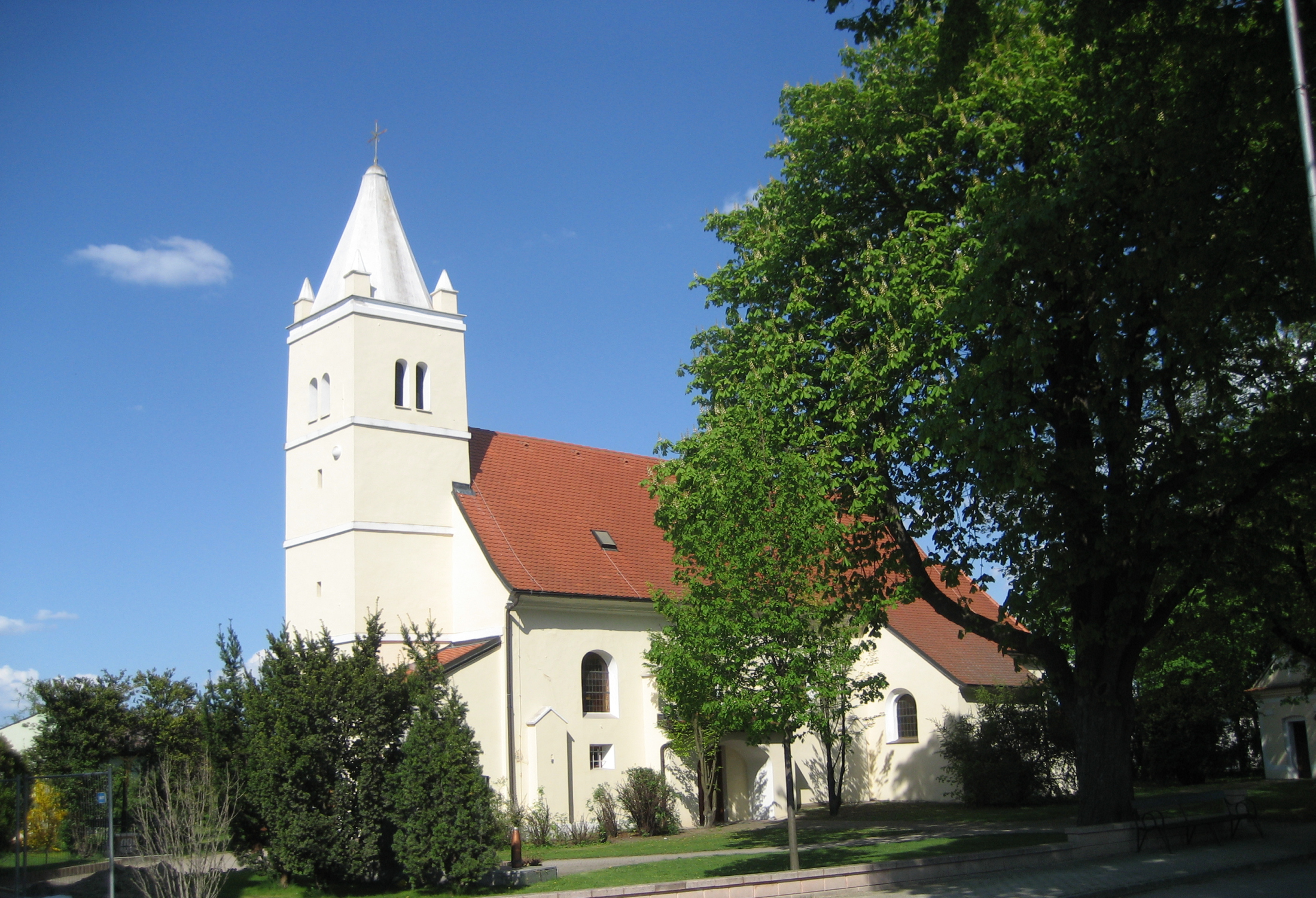
A ringelsdorfi Szentháromság-plébániatemplom

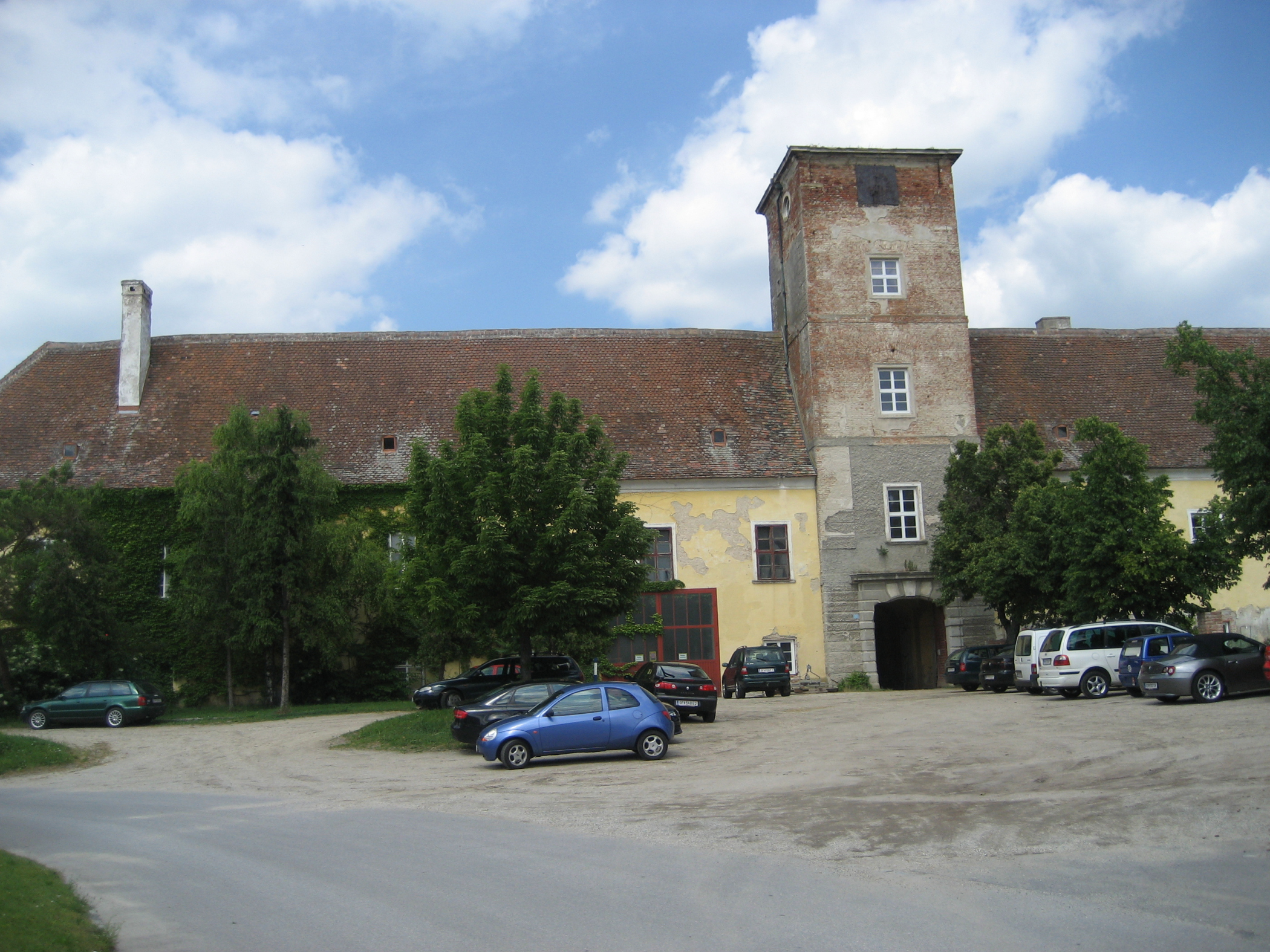
A niederabsdorfi kastély

Ringelsdorf-Niederabsdorf a tartomány Weinviertel régiójában fekszik a Morva folyó jobb partján, a szlovák határ mentén. A Morván kívül legfontosabb folyóvize a Zaya patak. Területének 17,6%-a erdő, 68,5% áll mezőgazdasági művelés alatt. Az önkormányzathoz két település tartozik: Niederabsdorf (571 lakos 2020-ban) és Ringelsdorf (660 lakos).  
A környező önkormányzatok: délre Drösing, délnyugatra Zistersdorf, északnyugatra Palterndorf-Dobermannsdorf, északra Hohenau an der March, északkeletre Szenice, délkeletre Malacka (utóbbi kettő Szlovákiában).

## Története
A mai önkormányzat területét 1045-ben III. Henrik császár a bajorországi Niederalteich kolostorának adományozta. Niederabsdorfot 1148-ban említik először, akkor még Zaia néven; 1232-ben már az Absdorf ("apátfalva") nevet viselte. Egyházközségét 1234 körül alapították. 1420–1436 között a husziták fosztották ki, 1683-ban a Bécset ostromló törökök felgyújtották templomát, 1704-ben pedig Rákóczi kurucai égették fel a falut. Az 1866-os porosz-osztrák háborúban a poroszok szállták meg. 1890-ben Niederabsdorfban 142 házat és 941 lakost számláltak össze. 
Ringelsdorfot 1200-ban említik elsőként. Szomszédjához hasonlóan 1683-ban a törökök felégették és 90 lakosát megölték. A korábban a drösingi plébános által ellátott falu 1642-ben kapott saját papot. 
A két község 1971-ben egyesült. Az önkormányzatot 1986-ban emelték mezővárosi rangra.     

## Lakosság
A ringelsdorf-niederabsdorfi önkormányzat területén 2020 januárjában 1231 fő élt. A lakosságszám 1923-ban érte el csúcspontját 2388 fővel, azóta csökkenő tendenciát mutat. 2018-ban az ittlakók 93,7%-a volt osztrák állampolgár; a külföldiek közül 0,6% a régi (2004 előtti), 3,3% az új EU-tagállamokból érkezett. 2,2% a volt Jugoszlávia (Szlovénia és Horvátország nélkül) vagy Törökország, 0,2% egyéb országok polgára volt. 2001-ben a lakosok 89,3%-a római katolikusnak, 1% evangélikusnak, 2,3% mohamedánnak, 6,3% pedig felekezeten kívülinek vallotta magát. Ugyanekkor 4 magyar élt a mezővárosban; a legnagyobb nemzetiségi csoportokat a német (95,9%) mellett a szerbek alkották 2%-kal. 
A népesség változása:

| 2016 | 1 269 |
| 2018 | 1 260 |

## Látnivalók
- a niederabsdorfi kastély és mesterséges tava
- a niederabsdorfi Mária mennybevétele-plébániatemplom
- a ringelsdorfi Szentháromság-plébániatemplom
- a helytörténeti múzeum

## Fordítás
- Ez a szócikk részben vagy egészben  a   Ringelsdorf-Niederabsdorf című német Wikipédia-szócikk ezen változatának fordításán alapul.  Az eredeti cikk szerkesztőit annak laptörténete sorolja fel. Ez a jelzés csupán a megfogalmazás eredetét és a szerzői jogokat jelzi, nem szolgál a cikkben szereplő információk forrásmegjelöléseként.